# Molteno
Molteno är en ort och kommun i provinsen Lecco i regionen Lombardiet i Italien. Kommunen hade 3 593 invånare (2018).